# Metro Boomin
Metro Boomin, pseudonimo di Leland Tyler Wayne (Saint Louis, 16 settembre 1993), è un produttore discografico e disc jockey statunitense.
Si è imposto negli anni 2010 come uno dei principali produttori nella scena rap statunitense, collaborando con artisti del calibro di Future, Kanye West, Travis Scott, The Weeknd, Drake, Young Thug, ASAP Rocky, 21 Savage, Post Malone e i Migos.

## Carriera

### Primi Anni ed esordi (2009-2013)
Appassionato di musica rap fin da bambino, prende lezioni di basso per un periodo e successivamente inizia ad approcciarsi alla produzione musicale intorno ai 13 anni, quando la madre gli regala un laptop su cui installa Fruity Loops (oggi FL Studio), uno dei software più famosi e utilizzati a livello internazionale per creare musica. Inizialmente il suo intento è quello di diventare un rapper, ma non avendo abbastanza soldi per acquistare basi inedite decide di produrre da sé le proprie strumentali, finendo per dedicarsi esclusivamente a esse. Tra le sue influenze musicali ci sono rapper di Atlanta come Jeezy e Gucci Mane, artisti come Michael Jackson e i Green Day e inoltre si ispira molto alle colonne sonore.
In prima superiore crea un profilo Twitter e inizia a contattare vari rapper, etichette discografiche e studi di registrazione di Atlanta per ottenere feedback e collaborazioni. Nel 2009, quando è in terza superiore, viene contattato dal rapper OJ da Juiceman e inizia a spostarsi ad Atlanta nei weekend, accompagnato dalla madre, entrando così in uno studio di registrazione vero e proprio. In poco tempo entra nel giro di artisti importanti, ottenendo collaborazioni prestigiose con rapper quali Jeezy e Future. Inizia anche a lavorare nello studio di Sonny Digital, produttore del collettivo 808 Mafia, che gli fa da mentore.
Nel 2012 frequenta il Morehouse College di Atlanta per un semestre, iscrivendosi a business management, ma abbandona gli studi per dedicarsi completamente alla carriera musicale: infatti nel 2013 il pezzo Karate Chop (di Future) da lui prodotto, diventa una hit e Metro Boomin, su consiglio di Sonny Digital, capisce che è meglio focalizzarsi esclusivamente sulla musica visto il momento cruciale per la sua carriera. Negli anni a seguire, Metro Boomin riesce a imporsi come uno dei produttori di maggior successo nella scena rap e trap internazionale.

### Il successo (2013-oggi)
Nel 2013 pubblica il suo primo lavoro solista, il mixtape 19 & Boomin, che vede collaborazioni con artisti quali Gucci Mane, Future, Fredo Santana e Ace Hood. Coproduzioni realizzate insieme a produttori rap/trap di Atlanta quali Southside, TM88, DJ Spinz, Sonny Digital e Zaytoven. Sul mixtape sono presenti brani con il giovane rapper Young Thug: l'alchimia tra i due è tale che negli anni seguenti collaboreranno moltissimo, pubblicando anche canzoni sotto lo pseudonimo Metro Thuggin, nome, inoltre, di un album collaborativo tra i 2 che però non è mai stato rilasciato.
Come produttore esecutivo, tra 2014 e 2015 si occupa del mixtape Monster di Future e dell'album What a Time To Be Alive di Drake e Future, firmando anche varie strumentali in entrambi i casi (in particolare produce la hit Jumpman sul disco di Drake e Future). In questi anni realizza beat per molti artisti, tra i quali Travis Scott, Young Thug, Pusha T, Migos, Nicki Minaij.
Nel 2016, è produttore esecutivo (con DJ Esco) del mixtape Purple Reign di Future e viene premiato come produttore Hip Hop dell'anno dall'emittente BET. Nello stesso anno produce interamente l'ep Savage Mode del rapper 21 Savage, che ottiene buon successo a livello internazionale, raggiungendo il disco d'oro. Realizza anche strumentali che compaiono sugli album di Schoolboy Q, Drake, Lil Uzi Vert, The Weeknd e la hit Bad and Boujee dei Migos, che arriva al primo posto nella classifica di Billboard e verrà inserita nell'album Culture, pubblicato a gennaio 2017. A settembre 2016, il sito musicale americano Noisey dedica a Metro Boomin una puntata della serie "New Legends", mini documentari focalizzati sugli artisti più giovani e influenti del panorama musicale.
Nel 2017 produce interamente l'album Droptopwop di Gucci Mane e il mixtape Perfect Timing con l'artista canadese NAV. Inoltre collabora al pezzo God Bless America – and All the Beautiful Women in It, presente sull'album Lust for Life di Lana Del Rey. Il 24 giugno pubblica il suo singolo No Complaints con Drake e Offset, lanciando ufficialmente la sua etichetta Boominati Worldwide, partner di Universal.  Negli ultimi mesi dell'anno pubblica i lavori collaborativi Without Warning e Double or Nothing, realizzati rispettivamente con 21 Savage e Offset il primo e con Big Sean il secondo.
Ad aprile 2018 annuncia il proprio ritiro dalla scena musicale, rivelatosi poi solo una strategia per concentrarsi sul disco "Not All Heroes Wear Capes", pubblicato lo stesso 2 novembre, che vede collaborazioni con artisti quali Travis Scott, 21 Savage, Young Thug, Gucci Mane, Swae Lee e altri. Compare inoltre tra i produttori nel disco Queen di Nicki Minaj e Tha Carter V di Lil Wayne.
A dicembre 2018 Metro Boomin e Southside danno vita al duo di produzione So Icey Boyz, nato dall'intesa e dalla collaborazione di lungo corso tra i due, con cui a febbraio 2019 firmano due produzioni sull'album Father Of 4 di Offset comparendo anche come produttori esecutivi.
Il 27 novembre 2019 l'artista R&B canadese The Weeknd pubblica il singolo Heartless prodotto assieme a Metro, il singolo anticipa l'album After Hours pubblicato il 20 Marzo 2020.
Successivamente a ottobre dello stesso anno produrrà interamente l’album Savage Mode II di 21 Savage.
Il 16 settembre 2022 tramite i suoi canali social viene annunciato il suo prossimo album in studio, intitolato Heroes & Villains, in uscita il 4 novembre 2022. Successivamente la data di pubblicazione viene spostata al 2 dicembre dello stesso anno, a causa della mancanza di alcune licenze dei sample all'interno del disco. Heroes & Villains, diventerà in seguito il primo album nel 2023 a vendere più di 1 milione di copie negli Stati Uniti.
Nel 2023 annuncia che comporrà la soundtrack del film d'animazione Spider-Man: Across the Spider-Verse. Il 2 giugno 2023 la soudtrack viene pubblicata e all'interno di essa ci sono numerosi cantanti: Don Toliver, Offset, Swae Lee, NAV, Lil Uzi Vert, ASAP Rocky, Nas, Coi Leray, Lil Wayne, Future, 21 Savage, 2 Chainz, Roisee, Wizkid, James Blake, JID, Toian, BEAM, A Boogie Wit da Hoodie e EI8HT. Nello stesso mese annuncia che è il produttore esecutivo dell'album di Young Thug Business is Business.
Il 9 marzo 2024 Metro Boomin e Future annunciano la pubblicazione di due progetti collaborativi, We Don't Trust You e We Still Don't Trust You, che sono rilasciati rispettivamente il 22 marzo e il 12 aprile.
Il 5 maggio 2024 rilascia BBL Drizzy, brano definito un "disstrack-beat" con un sample di un brano realizzato con l'intelligenza artificiale il 14 aprile. Il brano è un dissing contro il rapper canadese Drake.

## Caratteristiche
Metro Boomin utilizza il software di produzione musicale FL Studio. Le sue produzioni sono spesso minimali e ipnotiche, caratterizzate da atmosfere cupe simili a colonne sonore di film horror; di solito utilizza suoni elettronici di synth e VSTi, più raramente sample (per motivi editoriali, anche se non mancano successi creati partendo da campioni, come nel caso del beat di Mask Off di Future).  I suoi beat sono resi riconoscibili da alcune celebri producer tag (sorta di firma sonora) messe all'inizio del brano: "Metro Boomin want some more, ni**a", tratta dal brano Some More realizzato con Young Thug, e "If Young Metro don't trust I'm gon shoot you", tratta da Right Now di Uncle Murda e Future.

## Discografia

### Album in studio
- 2018 – Not All Heroes Wear Capes
- 2022 – Heroes & Villains

### Album collaborativi
- 2017 – Without Warning (con 21 Savage e Offset)
- 2017 – Double or Nothing (con Big Sean)
- 2020 – Savage Mode II (con 21 Savage)
- 2024 – We Don't Trust You (con Future)
- 2024 – We Still Don't Trust You (con Future)

### Colonne sonore
- 2023 – Across the Spider-Verse (Soundtrack from and Inspired by the Motion Picture)

### EP
- 2016 – Savage Mode (con 21 Savage)

### Mixtape
- 2013 – 19 & Boomin
- 2017 – Perfect Timing (con Nav)
- 2017 – Droptopwop (con Gucci Mane)

### Altre produzioni (come produttore esecutivo)
- 2014 – Monster (di Future)
- 2015 – What A Time To Be Alive (di Future e Drake)
- 2015 – Bad Habits (di Fredo Santana)
- 2016 – Purple Reign (di Future)
- 2019 – Father of 4 (di Offset)
- 2023 – Business Is Business (di Young Thug)

### Singoli

#### Come artista principale
- 2014 – Chanel Vintage (feat. Future & Young Thug)
- 2016 – New Designer (con Ni Dollaz e Yg Papi)
- 2016 – X (con 21 Savage feat. Future)
- 2016 – No Heart (con 21 Savage)
- 2017 – No Complaints (feat. Drake e Offset)
- 2017 – Perfect Timing (Intro) (con Nav)
- 2017 – Call Me (con Nav)
- 2017 – Blue Pill (feat. Travis Scott)
- 2018 – Ric Flair Drip (con Offset)
- 2018 – Pull Up N Wreck (con Big Sean feat. 21 Savage)
- 2018 – So Good (con Big Sean feat. Kash Doll)
- 2019 – Space Cadet (feat. Gunna)
- 2020 – Runnin (con 21 Savage)
- 2020 – Mr. Right Now (con 21 Savage)
- 2022 – Creepin' (con The Weeknd e 21 Savage)
- 2023 – Calling (con Swae Lee e Nav feat. A Boogie wit da Hoodie)
- 2024 – Type Shit (con Future, Playboi Carti e Travis Scott)
- 2024 – Née-Nah (con 21 Savage e Travis Scott)
- 2024 – Young Metro (con Future e The Weeknd)
- 2024 – Like That (con Future e Kendrick Lamar)
- 2024 – We Still Don't Trust You (con Future e The Weeknd)

#### Come artista ospite
- 2015 – Voices (GE Da Piolet feat. Metro Boomin)
- 2017 – Trap Phone (Slim Dollars feat. Metro Boomin)
- 2019 – Mile High (James Blake feat. Travis Scott e Metro Boomin)
- 2019 – Go Viral (Joe Moses feat. Future e Metro Boomin)
- 2019 – Dead Meat 2.0 (Jay Rose e Hester Shawty feat. Metro Boomin)

#### Come produttore
- 2013 – Future feat. Lil Wayne - Karate Chop
- 2013 – Future - Honest
- 2014 – Future feat. Kanye West - I Won
- 2014 – ILoveMakonnen feat. Drake - Tuesday
- 2015 – Travis Scott feat. Future & 2 Chainz - 3500 (coprodotta con Zaytoven, Mike Dean, Mano e Allen Ritter)
- 2015 – Drake & Future - Where Ya At
- 2015 – Drake & Future - Jumpman
- 2016 – Lil Uzi Vert - Ronda(Winners)
- 2016 – Kanye West feat. Kid Cudi - Father Stretch My Hands Pt. 1
- 2016 – Future feat. The Weeknd - Low Life
- 2016 – Future - Wicked
- 2016 – Lil Uzi Vert - You Was Right
- 2016 – Migos feat. Lil Uzi Vert - Bad and Boujee
- 2017 – Big Sean - Bounce Back
- 2017 – Gucci Mane feat. Drake - Both
- 2017 – Post Malone - Congratulations feat. Quavo
- 2017 – Kodak Black - Tunnel Vision
- 2017 – Future - Mask Off
- 2017 – 21 Savage - Bank Account
- 2017 – Gucci Mane feat. Migos - I Get the Bag
- 2017 – Lil Uzi Vert - X
- 2019 – The Weeknd - Heartless
- 2023 – Travis Scott feat. James Blake & 21 Savage - Til Further Notice

## Filmografia
- Hurry Up Tomorrow, regia di Trey Edward Shults (2025)

## Premi e riconoscimenti
Metro Boomin ha vinto sia nel 2016 che nel 2017 il premio come produttore dell'anno ai BET Hip Hop Awards. Inoltre ha vinto il premio per la stessa categoria per due anni consecutivi (2016 e 2017) anche ai BMI R&B/Hip-Hop Awards.